# کولب جیال
کولب جیال (به انگلیسی: Kolab Jial) یک شهر در پاکستان است که در ایالت سند واقع شده‌است.